# Elisabet Augusta av Sulzbach
Elisabet Augusta av Sulzbach, född 1721, död 1794, var en tysk furstinna, kurfurstinna av Pfalz och Bayern. Hon var dotter till Josef Karl av Pfalz-Sulzbach (1694–1729) och Elisabet av Pfalz-Neuburg (1693–1728).

## Biografi
Elisabet Augusta uppfostrades i Mannheim i Bayern. Gift i januari 1742 med sin kusin Karl Teodor av Bayern. Äktenskapet hade arrangerats av hennes morfar Karl III Filip av Pfalz av politiska skäl för att undvika eventuella arvstvister i släkten, eftersom hennes kusin väntades ärva både hennes morfars och fars troner: även hennes systrar giftes bort med släktingar. Samma år som paret gifte sig ärvde maken tronen i Pfalz.
Elisabet Augusta beskrivs som sinnlig och lättroad och ska ha haft en del kärleksäventyr. Medan Elisabet Augusta beskrivs som oseriös, nöjeslysten men obildad, beskrivs Karl Theodor som beläst och insatt. Under de första åren av äktenskapet utövade hon en del inflytande över maken, och efter sjuårskrigets utbrott grep hon aktivt in i Pfalz' utrikespolitik genom honom. 1762 föddes makarnas första barn, tronarvingen Frans Ludvig Joseph, som dog efter en dag.
Efter sonens död separerade paret och levde i fortsättningen oberoende liv och hade sina egna kärleksrelationer, men en skilsmässa genomfördes aldrig. Eftersom hon aldrig fick några andra barn och inte kunde få fler inom äktenskapet efter separationen kunde hon inte skapa någon politisk maktbas vid hovet. Hon var från 1768 permanent bosatt med sitt eget hov på Oggersheimer slott. De första åren avlade hon formella besök vid hovet i Mannheim om vintern, men från 1781 upphörde hon även med dessa. Maken blev 1777 kurfurste även i Bayern, men Elisabet Augusta tyckte aldrig om hovlivet i Bayern, som hon betraktade som för spartanskt. 1764 skaffade maken en officiell mätress, dansösen Françoise Despres-Verneuil, och från 1766 Josefa Seiffert.
Elisabet Augusta tvingades fly från Oggersheim undan den franska armén under frihetskriget 1793, och dog i Weinheim.